# Anglian Combination
The Anglian Combination Football League là một giải bóng đá Anh bao phủ vùng East Anglia, đặc biệt là Norfolk và Bắc Suffolk với quy luật là các câu lạc bộ phải nằm trong bán kính 50 dặm tính từ trung tâm Norwich
Giải đấu gồm 112 đội bóng và có 7 hạng đấu –Premier Division, Division 1-4 và 2 hạng đấu theo vùng, Division 5 North và South. Hạng đấu cao nhất nằm ở Bậc 7 (hay Cấp độ 11) của National League System. Hạng đấu U19 Development Division được vận hành từ đầu mùa giải 2014–15 phụ thuộc vào quan tâm của từng câu lạc bộ.
Vào mỗi mùa giải, các cầu thủ xuất sắc nhất của Anglian Combination được lựa chọn để đại diện Anglian Combination tham dự FA Inter-League Cup, một giải cup dành cho các giải đấu khu vực của FA.
C.N.S.O.B.U. (City of Norwich School Old Boys Union) là đội vô địch đầu tiên của Anglian Combination vào năm 1965, tại Senior A Division.
Acle United là đương kim vô địch mùa giải 2015–16 sau khi vô địch lần thứ 3 tại Anglian Combination, trở thành đội bóng thứ 2 vô địch tại 3 hạng đấu cao nhất liên tiếp (đầu tiên là Wroxham đoạt 4 chức vô địch từ năm 1981 đến năm 1985).

## Lịch sử
Giải đấu được thành lập năm 1964, do sự hợp nhất của East Anglian League và Norfolk & Suffolk League (thành lập năm 1897) và có một mùa giải chuyển tiếp 1964–65 trước khi bước vào thể thức chuẩn ở mùa giải 1965–66 với 4 hạng đấu cho đội chính và 3 hạng đấu cho đội dự bị. Một hạng đầu nữa được thêm vào từ mùa giải 1966–67, và thể thức này giữ nguyên cho đến khi các hạng đấu dự bị được giới thiệu lại từ mùa giải 2003–04. Đội vô địch Premier Division còn được gọi là nhà vô địch Sterry Cup và có quyền lên chơi ở Eastern Counties League.
Sau cuộc họp của các câu lạc bộ Anglian Combination ngày 9 tháng 2 năm 2011, quyết định đưa ra là Anglian Combination sẽ phát triển chương trình FA's Respect. Nó bao gồm việc tất cả các cầu thủ của 2 đội và trọng tài bắt tay nhau trước trận đấu.
Ngày 25 tháng 6 năm 2012, hình thức xoay vòng các cầu thủ dự bị bị từ chối bởi các câu lạc bộ của Anglian Combination clubs.
Để cố gắng giải quyết vấn đề về việc các cầu thủ trẻ ít tham gia, hạng đấu U19 Development Division được thông qua vào cuộc họp ngày 17 tháng 6 năm 2013 và bắt đầu tranh tài tại mùa giải 2014–15.

## Nhà tài trợ
Trong giai đoạn 1992–2006, viên kế toán Lovewell Blake tài trợ giải đấu. Dolphin Autos tài trợ giải trong giai đoạn 2006–2010. Gleave & Associates là nhà tài trợ từ mùa giải 2010–11.
Gleave & Associates kết thúc hợp đồng tài trợ sau mùa giải 2010–11 theo đó là 3 mùa giải không có nhà tài trợ  trước khi cố vấn tài chính độc lập, Almary Green, tài trợ cho giải từ mùa giải 2014–15 

## Thể thức và quy tắc
Không nhiều hơn 80 câu lạc bộ và 132 đội bóng (đội chính và đội dự bị) được phép tham gia giải đấu. Theo lý thuyết có nghĩa là không có hơn 52 câu lạc bộ có cả đội chính và đội dự bị cùng tham gia giải đấu. Không có nhiều hơn một đội bóng của một câu lạc bộ tham gia cùng hạng đấu. Premier Division và Division 1 được gọi là giải chuyên nghiệp trong khi các hạng còn lại là giải nghiệp dư. Chỉ có 16 đội ở mỗi hạng đấu, trừ Premier Division có 24 đội. Một số hạng đấu không đủ số lượng khi bắt đầu hoặc trong giữa mùa giải vì các đội rút lui, do thiếu cầu thủ hoặc do vấn đề tài chính. Vị trị của các đội này ở mùa giải tiếp theo là các đội được chọn từ các giải đấu góp đội thấp hơn. Các đội thi đấu với nhau 2 lần, trên sân nhà và sân khách, theo thể thức đá 2 lượt.
Từ Division 1 đến Division 5, hai đội đứng đầu lên hạng trong khi hai đội cuối phải xuống hạng. Trong Premier Division không có sự thăng hạng tự động mà các đội phải đáp ứng nhu cầu sân bãi của FA cho hạng đấu Eastern Counties Division 1 thì mới được lên hạng, cũng như các đội vô địch ở các giải khác lên chơi ở Eastern Counties. Chỉ có các đội nằm ở top 2 mới có quyền lên hạng (á quân sẽ được phép lên hạng nếu đội vô địch không lên hạng). Hai đội cuối bảng sẽ xuống chơi ở Division 1. Ở Division 6, hai đội đầu bảng lên hạng, nhưng không có sự xuống hạng tự động. Các đội cần được chọn từ các giải góp đội bên dưới, để sự xuống hạng xảy ra thì không có chỗ ở các hạng đấu khác để lấp vào do rút lui.

Có một số luật thú vị ở Anglian Combination. Không giống các giải đấu chuyên nghiệp, không đội nào hoặc thủ môn nào mang áo đen hoặc màu rất tối. Bởi vì màu áo của trọng tài toàn bộ là màu đen trong khi trọng tài ở các giải chuyên nghiệp thường mặc màu áo khác nhau tùy theo trang phục của các đội. Một quy định thú vị khác nữa là các trận đấu có thể ít hơn 90 phút nhưng không được ít hơn 70 phút, mặc dù luật này chỉ áp dụng khi hai đội trưởng và trọng tài thỏa thuận trước khi bóng lăn và thường thấy các trận đấu đều ít hơn 90 phút. Một lý do điển hình là dành cho các trận đấu buổi tối vì thiếu ánh sáng tự nhiên nếu sân đó không có dàn đèn. Tương tự khoảng nghỉ giữa 2 hiệp cũng ít hơn khoảng 10–15 phút với sự đồng ý của trọng tài.
FA Charter Standard
Anglian Combination đang cố gắng trở thành giải đấu chuẩn FA Charter Standard. Các đội bóng đến cuối mùa giải 2014–15 phải trở thành đội bóng chuẩn FA Charter Standard hoặc bị trục xuất khỏi giải. Các đội bóng mới có một mùa giải để phải đạt danh hiệu chuẩn Charter Standard.
Chuyển nhượng
Các cầu thủ có thể được chuyển nhượng bất kỳ lúc nào của mùa giải. Tuy nhiên mỗi cầu thủ chỉ có một lần chuyển đội mỗi mùa giải. Khi họ đã chuyển rồi thì không được chuyển qua đội khác cho đến khi mùa giải kết thúc.
Cầu thủ
- Không có đội nào được có nhiều hơn 3 cầu thủ tham dự ở giải cup chuyên nghiệp của 2 trong 3 trận liên tiếp trước mùa giải..
- Cầu thủ phải từ 16 tuổi trở lên mới được tham gia Anglian Combination.

Đánh giá sân của Premier Division
Các câu lạc bộ ở Premier Division tuân theo quy tắc đánh giá sân của FA, tức là ở Grade H   Các đội không đáp ứng quy tắc trước hạn cuối nhất định nào đó sẽ bị trục xuất xuống Division 1 vào cuối mùa giải. Mỗi đội bóng ở Premier Division mùa giải 2011–12 đều hoàn thành trước hạn cuối là 31 tháng 3 năm 2012 ngoại trừ North Walsham Town. Họ được kéo dài hạn cuối đến 25 tháng 6 năm 2012 để gây quỹ và hoàn thành công việc để đáp ứng quy tắc. Còn không North Walsham Town bị xuống chơi ở Division 1. Tuy nhiên sau khi tìm đủ quỹ và nâng cấp những vị trí cần thiết đúng thời hạn, họ được chơi ở Premier Division mùa giải 2012–13 (mặc dù phải bị xuống hạng ở cuối mùa giải đó).

## U19 Development Division
Qua nhiều năm, Anglian Combination gặp vấn đề với việc giữ lại các cầu thủ đến từ U16 Youth tuy nhiên số lượng tham gia Anglian Combination giảm xuống nghiêm trọng. Lý do quan trọng cho việc này là khoảng cách giữa đội trẻ và đội chính khi xét đến thể lực, có thể trong trường hợp các cầu thủ 15-16 tuổi đột nhiên chạm trán với đội người lớn. Để khắc phục vấn đề trên, hạng đấu U19 Development Division được bầu chọn tại cuộc họp Anglian Combination ngày 17 tháng 6 năm 2013. Để giúp đỡ các cầu thủ trẻ, 3 cầu thủ quá tuổi được quyền tham gia đội chính để truyền kinh nghiệm cho các bạn trẻ. Chỉ có tối đa 12 đội ở trong hạng đấu  Mùa giải 2014–15 sẽ là mùa giải mà U19 khởi tranh sớm nhất.

## Các câu lạc bộ mùa giải 2015–16
- Premier Division (Sterry Cup)

Acle United | Blofield United | Caister | Cromer Town | Dersingham Rovers | Harleston Town | Kirkley & Pakefield Dự bị | Long Stratton | Mattishall | Mulbarton Wanderers | Norwich CEYMS | Reepham Town | Scole United | 
Spixworth | St. Andrews | Wroxham Dự bị
- Division One (East Anglian Division 1 Cup)

Aylsham | Beccles Town | Bradenham Wanderers | Bungay Town | Foulsham | Hellesdon | Hempnall | Hindringham | Holt United | Loddon United | North Walsham Town | Poringland Wanderers | Sheringham | Stalham Town | Waveney | Wymondham Town
- Division Two (Allerton Cup)

Acle United Dự bị | Attleborough Town | Blofield United Dự bị | Caister Dự bị | East Harling | Easton | Horsford United | Hoveton Wherrymen | Martham | Mundford | Norwich CEYMS Dự bị | Sprowston Athletic | Thetford Rovers | University of East Anglia | Wells Town | Yelverton
- Division Three (East Anglian Division 2 Cup)

Beccles Caxton | Brandon Town | Buxton | Costessey Sports | Downham Town Dự bị | Fakenham Town Dự bị | Freethorpe | Hemsby | Loddon United Dự bị | Long Stratton Dự bị | Mattishall Dự bị | Redgate Rangers | South Walsham | Sprowston Wanderers | Swaffham Town Dự bị | Watton United
- Division Four (George Hunt Cup)

Bungay Town Dự bị | Dersingham Rovers Dự bị | Earsham | Feltwell United | Gayton United | Hingham Athletic | Horsford United Dự bị | North Walsham Town Dự bị | Reepham Town Dự bị | Sheringham Dự bị | Sprowston Athletic Dự bị | St. Andrews Dự bị | Stalham Town Dự bị | Thorpe Village | Wymondham Town Dự bị
- Division Five North

Aylsham Dự bị | Bradenham Wanderers Dự bị | Costessey Sports Dự bị | Cromer Town Dự bị | Easton Dự bị | Hellesdon Dự bị | Hindringham Dự bị | Martham Dự bị | Mundford Dự bị | Necton | Plumstead Rangers | South Walsham Dự bị | Spixworth Dự bị | University of East Anglia Dự bị | Wells Town Dự bị
- Division Five South

Attleborough Town Dự bị | Beccles Town Dự bị | Corton Seltic | East Harling Dự bị | Freethorpe Dự bị | Gorleston F.C. Dự bị | Great Yarmouth Town Dự bị | Harleston Town Dự bị | Hempnall Dự bị | Mulbarton Wanderers Dự bị | Newton Flotman | Poringland Wanderers Dự bị | Scole United Dự bị | Thetford Rovers Dự bị | Thetford Town Dự bị | Waveney Dự bị
- Đội rút lui

Các đội sau có tham dự đầu mùa giải nhưng rút lui vào giữa mùa giải:
Foulsham Dự bị (Division 5 North) | Redgrave Rangers (Division 4)

## Đội vô địch Anglian Combination

### 1964–65
Trong mùa giải chuyển tiếp đầu tiên, các đội của hai hạng kết hợp chia thành 3 cấp đội,, "Senior", "Junior" and "Dự bị". Mỗi cấp độ có 2 hạng đấu song song nhau, gọi đơn giản là "A" và "B".
| Mùa giải | Senior A    | Senior B     | Junior A      | Junior B       | Dự bị A      | Reserve B       |
| -------- | ----------- | ------------ | ------------- | -------------- | ------------ | --------------- |
| 1964–65  | C N S O B U | Dereham Town | York Athletic | Southwold Town | Gothic Dự bị | Henderson Dự bị |

### 1965–2003
Sau mùa giải chuyển tiếp, đội chính được chia thành 4 hạng đấu, dựa trên bảng xếp hạng mùa giải 1964–65. Giải đấu trở thành Premier Division, Divisions 1, 2 và 3. Hạng đấu Division 4 được thêm vào từ mùa giải 1966–67. Các đội dự bị chia thành 3 hạng đấu, Reserve Divisions 1, 2 và 3.
| Mùa giải  | Premier              | One                  | Two                   | Three                 | Four                  | Res One               | Res Two                    | Res Three                 |
| --------- | -------------------- | -------------------- | --------------------- | --------------------- | --------------------- | --------------------- | -------------------------- | ------------------------- |
| 1965–66   | C N S O B U          | York Athletic        | Horsford United       | Poringland            | N/A                   | Watton United Dự bị   | Thorpe Village Dự bị       | Norman Old Boys Dự bị     |
| 1966–67   | Watton United        | Horsford United      | North Walsham Town    | Eaton Rangers         | Hellesdon             | Watton United Dự bị   | Bungay Town Dự bị          | Shipdham Dự bị            |
| 1967–68   | Watton United        | Diss Town            | Earlham Y C           | Hellesdon             | Birds Eye (Lowestoft) | Norman Old Boys Dự bị | Reepham Town Dự bị         | Holt United Dự bị         |
| 1968–69   | Gorleston            | St Andrews           | Hellesdon             | Birds Eye (Lowestoft) | Thetford Rovers       | York Athletic Dự bị   | Holt United Dự bị          | Sextons Dự bị             |
| 1969–70   | Sheringham           | Hellesdon            | Birds Eye (Lowestoft) | Overstrand            | Earlham Rangers       | Watton United Dự bị   | Thorpe Village Dự bị       | Fakenham Town Dự bị       |
| 1970–71   | C N S O B U          | Wymondham Town       | Lakenham Y C          | Boulton & Paul        | Bodham                | St Andrews Dự bị      | Hoveton United Dự bị       | Shipdham Dự bị            |
| 1971–72   | C N S O B U          | Fakenham Town        | Southrepps            | Beccles Town          | Stags                 | Hoveton United Dự bị  | Fakenham Town Dự bị        | Hellesdon Dự bị           |
| 1972–73   | Hellesdon            | Reepham Town         | Thetford Rovers       | Salhouse              | Gorleston Dự bị       | Henderson Dự bị       | Wymondham Old Boys Dự bị   | Norwich Lads Club Dự bị   |
| 1973–74   | C N S O B U          | Diss Town            | Swaffham Town         | Carrow                | Wells Town            | Norwich Union Dự bị   | Thetford Rovers Dự bị      | Aylsham Wanderers Dự bị   |
| 1974–75   | C N S O B U          | Bungay Town          | Southwold Town        | Newton Flotman        | Wortwell              | St Andrews Dự bị      | Fakenham Town Dự bị        | Newton Flotman Dự bị      |
| 1975–76   | St Andrews           | Southwold United     | Wroxham               | Wortwell              | Yarmouth Town Dự bị   | St Andrews Dự bị      | Newton Flotman Dự bị       | Sprowston Wanderers Dự bị |
| 1976–77   | Diss Town            | Wroxham              | Newton Flotman        | Gorleston Dự bị       | Mundham & Seething    | St Andrews Dự bị      | Beccles Town Dự bị         | Earlham Spinney Dự bị     |
| 1977–78   | Lowestoft Town Dự bị | Brundall United      | Wortwell              | Brandon Town          | Town Hall             | St Andrews Dự bị      | Sheringham Dự bị           | Holt United Dự bị         |
| 1978–79   | Diss Town            | Newton Flotman       | Kirkley               | Lakeford Rangers      | Bradenham Wanderers   | Wroxham Dự bị         | Thetford Rovers Dự bị      | Wortwell Dự bị            |
| 1979–80   | Lowestoft Town Dự bị | Kirkley              | Lakeford Rangers      | Bradenham Wanderers   | Acle United           | Fakenham Town Dự bị   | C E Y M S Dự bị            | Kirkley Dự bị             |
| 1980–81   | Hoveton United       | Bungay Town          | Gorleston Dự bị       | Harleston Town        | South Walsham         | Hoveton United Dự bị  | Kirkley Dự bị              | Bradenham Wanderers Dự bị |
| 1981–82   | Wroxham              | Wymondham Town       | Harleston Town        | Mundford              | Mundham & Seething    | Hoveton United Dự bị  | Bradenham Wanderers Dự bị  | Attleborough Dự bị        |
| 1982–83   | Wroxham              | Gorleston Dự bị      | Bradenham Wanderers   | Acle United           | Hempnall              | Wroxham Dự bị         | C E Y M S Dự bị            | Wells Town Dự bị          |
| 1983–84   | Wroxham              | Blofield United      | Swaffham Town         | Hempnall              | Mulbarton United      | Wroxham Dự bị         | Wells Town Dự bị           | East Harling Dự bị        |
| 1984–85   | Wroxham              | Thetford Rovers      | Hempnall              | Ashlea                | North Walsham Town    | Wroxham Dự bị         | Thetford Rovers Dự bị      | Loddon United Dự bị       |
| 1985–86   | Watton United        | Wymondham Town       | Wortwell              | Thurton & Ashby       | Mattishall            | Watton United Dự bị   | Blofield United Dự bị      | Poringland United Dự bị   |
| 1986–87   | St Andrews           | Ashlea               | Aylsham Wanderers     | Town Hall             | Watton United Dự bị   | Wroxham Dự bị         | Aylsham Wanderers Dự bị    | Loddon United Dự bị       |
| 1987–88   | Wroxham              | Bungay Town          | Town Hall             | Watton United         | Beccles Caxton        | Wroxham Dự bị         | Carrow Dự bị               | Hempnall Dự bị            |
| 1988–89   | Norwich United       | Kirkley              | Stalham Town          | Poringland Wanderers  | Wroxham Dự bị         | St Andrews Dự bị      | Overstrand Dự bị           | Ashlea Dự bị              |
| 1989–90   | Newton Flotman       | Dereham Hobbies      | Mulbarton United      | Attleborough Town     | Norwich United Dự bị  | Blofield United Dự bị | Lakeford Rangers Dự bị     | Stalham Town Dự bị        |
| 1990–91   | Blofield United      | Wymondham Town       | Mattishall            | Scole United          | Corton                | Newton Flotman Dự bị  | Stalham Town Dự bị         | Mulbarton United Dự bị    |
| 1991–92   | Overstrand           | Horsford United      | Diss Town Dự bị       | Town Hall Scripts     | South Walsham         | Wymondham Town Dự bị  | Mulbarton United Dự bị     | Reepham Town Dự bị        |
| 1992–93   | Mulbarton United     | Wroxham Dự bị        | Thorpe Village        | South Walsham         | Anglian Windows       | Carrow Dự bị          | Loddon United Dự bị        | Caister United Dự bị      |
| 1993–94   | Blofield United      | Lowestoft Town Dự bị | Poringland Wanderers  | Anglian Windows       | Halvergate United     | Blofield United Dự bị | Thorpe Village Dự bị       | C E Y M S Dự bị           |
| 1994–95   | Wroxham Dự bị        | Thorpe Village       | North Walsham Town    | Acle United           | Hingham Athletic      | St Andrews Dự bị      | Poringland Wanderers Dự bị | Wortwell Dự bị            |
| 1995–96   | Horsford United      | Loddon United        | Attleborough Town     | Scole United          | Thetford Town Dự bị   | Blofield United       | Beccles Town Dự bị         | Anglian Windows Dự bị     |
| 1996–97   | Mulbarton United     | Acle United          | Scole United          | Swaffham Town Dự bị   | Downham Town Dự bị    | Acle United Dự bị     | Brandon Town Dự bị         | Aylsham Wanderers Dự bị   |
| 1997–98   | Dereham Town         | Scole United         | Wells Town            | East Harling          | Great Ryburgh         | Acle United Dự bị     | Oulton Broad / L R Dự bị   | Thetford Rovers Dự bị     |
| 1998–99   | Attleborough Town    | Lakeford Rangers     | Sprowston Athletic    | Watton United Dự bị   | Dereham Town Dự bị    | Acle United Dự bị     | Caister United Dự bị       | Saham Toney Dự bị         |
| 1999–2000 | Kirkley              | Sprowston Athletic   | Norwich Union         | Dereham Town Dự bị    | Hindringham           | Acle United Dự bị     | Scole United Dự bị         | Wells Town Dự bị          |
| 2000–01   | Blofield United      | Gorleston Dự bị      | Halvergate United     | Holt United           | Gayton United         | Blofield United Dự bị | Wells Town Dự bị           | Watton United Dự bị       |
| 2001–02   | Kirkley              | Beccles Town         | Hindringham           | Gayton United         | Fosters Athletic      | Wells Town Dự bị      | Halvergate United Dự bị    | Fosters Athletic Dự bị    |
| 2002–03   | Kirkley              | Halvergate United    | Horsford United       | Sheringham            | Southwold Town        | Kirkley Dự bị         | Norwich Union Dự bị        | Costessey Sports Dự bị    |

### 2003–2015
Năm 2003 giải đấu được tái cơ cấu lại, giảm xuống số hạng đấu còn 8 hoặc 7. Đội dự bị cũng được nằm trong thể thức chính của giải cho phép các đội dự bị có thể lên hạng ở các hạng đấu có sự góp mặt của các đội chính khác.
| Mùa giải | Premier         | One                       | Two               | Three                     | Four                      | Five                     | Six                       |
| -------- | --------------- | ------------------------- | ----------------- | ------------------------- | ------------------------- | ------------------------ | ------------------------- |
| 2003–04  | Cromer Town     | Watton United             | Sheringham        | Southwold Town            | Sprowston Athletic Dự bị  | Norwich Union Dự bị      | Hindringham Dự bị         |
| 2004–05  | Blofield United | Sheringham                | Southwold Town    | Norwich St Johns          | Kirkley Dự bị             | Cromer Town Dự bị        | Sprowston Wanderers Dự bị |
| 2005–06  | Cromer Town     | Dersingham Rovers         | Mundford          | Kirkley Dự bị             | Beccles Caxton            | Thetford Rovers          | Foulsham                  |
| 2006–07  | Blofield United | Hempnall                  | Kirkley Dự bị     | West Lynn SSC             | Caister United Dự bị      | East Harling             | Freethorpe                |
| 2007–08  | Wroxham Dự bị   | Loddon United             | Corton            | Norwich CEYMS             | Bradenham Wanderers       | North Walsham Town Dự bị | Gorleston Dự bị           |
| 2008–09  | Sheringham      | St. Andrews               | Norwich St. Johns | Mundford                  | North Walsham Town Dự bị  | Sheringham Dự bị         | Dersingham Rovers Dự bị   |
| 2009–10  | Blofield United | Kirkley & Pakefield Dự bị | West Lynn SSC     | Hempnall Dự bị            | Blofield United Dự bị     | Hemsby                   | Thetford Athletic         |
| 2010–11  | Cromer Town     | Wells Town                | Norwich CEYMS     | Harleston Town            | University of East Anglia | Mulbarton Wanderers      | Bradenham Wanderers Dự bị |
| 2011–12  | Cromer Town     | Dersingham Rovers         | Harleston Town    | Martham                   | Mulbarton Wanderers       | Saham Toney              | Yelverton                 |
| 2012–13  | Acle United     | Norwich CEYMS             | Foulsham          | University of East Anglia | Waveney                   | Buxton                   | Redgate Rangers           |
| 2013–14  | Acle United     | Long Stratton             | Scole United      | Waveney                   | Fakenham Town Dự bị       | Redgate Rangers          | Mulbarton Wanderers Dự bị |
| 2014–15  | Acle United     | Mulbarton Wanderers       | Waveney           | Blofield United Dự bị     | Redgate Rangers           | Earsham                  | Scole United Dự bị        |

### 2015-nay
Để cố gắng giảm bớt chi phí đi lại cho các cầu thủ ở các cấp độ cao hơn. Hai hạng cuối ở Anglian Combination' xuống chơi ở Division 5 North and South mùa giải 2015-16. Điều đó có nghĩa là Division 6 không tồn tại. Chi phí đi lại là một trong những lý do các đội bóng ở hạng thấp hơn giải thể và hi vọng sự tái cơ cấu giải sẽ giúp làm giảm và thậm chí đảo ngược xu hướng tiêu cực này. Thông thường đường A47 từ King's Lynn đến Great Yarmouth là nơi để quyết định đội bóng sẽ xuống chơi ở Division 5 North hay Division 5 South 
| Mùa giải | Premier | One | Two | Three | Four | Five (North) | Five (South)    |
| -------- | ------- | --- | --- | ----- | ---- | ------------ | --------------- |
| 2015–16  |         |     |     |       |      |              | Gorleston Dự bị |

### Các danh hiệu Premier Division vô địch bởi các câu lạc bộ
| Câu lạc bộ           | Vô địch | Mùa giải vô địch                                     |
| -------------------- | ------- | ---------------------------------------------------- |
| Blofield United      | 6       | 1990–91, 1993–94, 2000–01, 2004–05, 2006–07, 2009–10 |
| Wroxham              | 5       | 1981–82, 1982–83, 1983–84, 1984–85, 1987–88          |
| C.N.S.O.B.U          | 5       | 1965–66, 1970–71, 1971–72, 1973–74, 1974–75          |
| Cromer Town          | 4       | 2003–04, 2005–06, 2010–11, 2011–12                   |
| Acle United          | 3       | 2012–13, 2013–14, 2014-15                            |
| Kirkley              | 3       | 1999-00, 2001–02, 2002–03                            |
| Watton United        | 3       | 1966–67, 1967–68, 1985–86                            |
| Sheringham           | 2       | 1969–70, 2008–09                                     |
| Wroxham Dự bị        | 2       | 1994–95, 2007–08                                     |
| Mulbarton United     | 2       | 1992–93, 1996–97                                     |
| St. Andrews          | 2       | 1975–76, 1986–87                                     |
| Lowestoft Town Dự bị | 2       | 1977–78, 1979–80                                     |
| Diss Town            | 2       | 1976–77, 1978–79                                     |
| Attleborough Town    | 1       | 1998–99                                              |
| Dereham Town         | 1       | 1997–98                                              |
| Horsford United      | 1       | 1995–96                                              |
| Overstrand           | 1       | 1991–92                                              |
| Newton Flotman       | 1       | 1989–90                                              |
| Norwich United       | 1       | 1988–89                                              |
| Hoveton United       | 1       | 1980–81                                              |
| Hellesdon            | 1       | 1972–73                                              |
| Gorleston            | 1       | 1968–69                                              |

## Cup competitions
Ngoài giải đấu, còn có nhiều giải cup khác như sau:
- Don Frost Memorial Cup

Một trận đấu giữa đội vô địch Senior League (Mummery) Cup và đội vô địch Premier Division ở mùa giải trước.
- Senior League Cup

Giải đấu cup dành cho tất cả các đội ở Premier Division và Division 1. Hai đội bất kì được bốc thăm rồi thi đấu với nhau trong một trận và được quyết định bằng loạt sút luân lưu.
- Junior League Cup

Giải đấu cup dành cho các đội bóng ở Division 2,3,4,5 và 6 cộng thêm các đội dự bị ở Eastern Counties League tham dự giải cup ở Norfolk hay Suffolk. Hai đội bất kì được bốc thăm rồi thi đấu với nhau trong một trận và được quyết định bằng loạt sút luân lưu.
- Reserve League Cup

Giải đấu cup dành cho các đội dự bị ở Divisions 2,3,4,5 và 6.
- Norfolk Senior Cup

Giải cup dành cho tất cả các đội ở Norfolk thi đấu tại Premier Division, Division 1 hay các đội Norfolk thi đấu ở Eastern Counties League.
- Norfolk Junior County Cup

Giải cup chính cho đội trẻ ở Norfolk thi đấu ở Division 2,3,4,5 và 6 cũng như ở các giải đấu thấp hơn.
- Suffolk Senior County Cup

Giải cup dành cho các đội ở Suffolk thi đấu tại Premier Division, Division 1 hay các đội Suffolk thi đấu ở Eastern Counties League.
- Suffolk Junior County Cup

Giải cup chính cho đội trẻ ở Suffolk thi đấu ở Division 2,3,4,5 và 6 cũng như các đội dự bị khác thi đấu ở Eastern Counties League của các câu lạc bô đang thi đấu tại Suffolk Senior Cup.